# Jeffrey (film)
Jeffrey è un film del 1995 diretto da Christopher Ashley, tratto dall'omonima commedia di Paul Rudnick.

## Trama
Jeffrey è un aspirante attore, gay, che sbarca il lunario facendo il cameriere. Decide di praticare l'astinenza per paura di contrarre l'AIDS, ma verrà messo a dura prova quando, in palestra, conoscerà l'aitante Steve. Jeffrey farà di tutto per resistergli anche se amici e parenti cercheranno in ogni modo di spingerlo tra le sue braccia.